# Frånö
Frånö is een plaats in de gemeente Kramfors in het landschap Ångermanland en de provincie Västernorrlands län in Zweden. De plaats heeft 679 inwoners (2005) en een oppervlakte van 249 hectare.
De plaats ligt vlak bij de locatie waar de rivier de Ångermanälven uitmondt in de zee. De afstand van Frånö naar de stad Kramfors bedraagt ongeveer drie kilometer. Net buiten de plaats liggen de grootste grafheuvels van Ångermanland. Er ligt een klein industriegebied in de plaats en voor de rest bestaat de plaats vooral uit vrijstaande huizen.

## Verkeer en vervoer
Bij de plaats loopt de Riksväg 90.
De plaats ligt zonder een station aan de spoorlijn Sundsvall - Långsele.